# 達尼埃萊·馬薩羅
達尼埃萊·馬薩羅（義大利語：Daniele Massaro，1961年5月23日—），是一位已經退役的意大利著名足球運動員。馬薩羅的巔峰時期在意大利AC米蘭隊度過，是1980年代中期至1990年代中“米蘭王朝”的參與締造者之一。他亦是意大利國家隊獲得1982年世界盃冠軍的成員之一，并於1994年再度進入國家隊獲得美國世界盃的亞軍。
馬薩羅的球場位置起初為左邊中場，後來在AC米蘭功勳教練法比奧·卡比路的改造下成為一名前鋒。在大中華地區，馬薩羅因為英俊的外表亦被球迷稱呼為“玉面阎罗”。馬薩羅現任AC米蘭隊的公關經理。

## 生涯

### 球會生涯
達尼埃萊·馬薩羅的職業生涯始於家鄉的蒙扎青年隊，1979-80球季被提升至一線隊，并成為蒙扎的主力前鋒，征戰意大利足球乙級聯賽當時他被認為是意大利最具有潛力的新星之一。1981年轉會至費倫天拿，并在當季意甲聯賽中一舉成名。1982年年僅21歲即入選了恩佐·比亞索執教的意大利國家隊。
1986年，25歲的馬薩羅被傳媒大亨貝盧斯科尼看重，成為重建AC米蘭隊的核心成員之一，至此他在著名教練艾列高·沙基的調教下與荷蘭三劍俠等一批新星共同開創了一個風靡數十年之久的貝盧斯科尼時代的第一個“米蘭王朝”，期間AC米蘭隊共獲得四個意甲冠軍、兩個歐洲聯賽冠軍杯冠軍，幷於法比奧·卡比路執教的時代獲得了意甲聯賽58場不敗的驕人戰績。馬薩羅在米蘭巔峰時期時大多數時間作為雲巴士頓的搭檔，雖然球隊戰術是圍繞了得分能力更加突出的雲巴士頓來制定，但是馬薩羅往往會在關鍵時刻攻入關鍵性入球，其中最廣為人知的是在1994年的歐洲聯賽冠軍杯對陣巴塞羅那的決賽上，攻入兩球幫助球隊以4：0大勝對手。1993-94球季，由於雲巴士頓受傷病困擾，馬薩羅成為球隊的第一前鋒，并在當季攻入11球成為隊內的最佳射手，當時執掌國家隊的主帥亦是當年挖掘馬薩羅的前米蘭教練艾列高·沙基，由於馬薩羅在當季表現神勇，得以再次入選國家隊參與1994年美國世界盃。
世界盃結束后，由於年齡因素馬薩羅在1994-95賽季僅為AC米蘭上陣19次，打入3球。次年AC米蘭引入利比理亞前鋒佐治·韋亞頂替遠赴日本J聯賽清水心跳踢球的馬薩羅。在J聯賽的當季馬薩羅即協助球隊獲得96年度的聯賽冠軍，出場11次就打入7球，成為球隊的英雄人物，賽季結束后馬薩羅正式退役，但此後仍舊可以在沙灘足球比賽中發現他的身影。

### 國家隊
馬薩羅早於1982年21歲即被煙斗教練貝阿爾佐特招致國家隊參與1982年西班牙世界盃賽，但他與米蘭著名中後衛弗蘭科·巴雷西一樣，雖然身為冠軍隊成員，但未有出場機會，此後他錯過了1986年和1990年世界盃，但亦曾經代表意大利國奧隊征戰1984年洛杉磯奧運會，遺憾獲得第四名，未能取得獎牌。
1994年美國世界盃，出身于米蘭的意大利國家隊主教練沙基將他招至國家隊，成為主力前鋒之一。馬薩羅在小組賽中亦有出色表現，其中於第二場比賽同墨西哥交手時射入寶貴的一粒入球幫助球隊戰平對手，這亦是馬薩羅職業生涯中的唯一一粒世界盃入球。進入淘汰賽后，在王牌球員羅拔圖·巴治奧的帶領下，意大利隊一路過關斬將進入最終決賽。遺憾最終於巴西隊120分鐘互交白卷戰成平局，須以互射十二碼球決定勝負。其中馬薩羅被安排在第四個出場，之前的隊長弗蘭科·巴雷西未能踢進點球，馬薩羅亦將點球踢失。隨著最後出場的羅拔圖·巴治奧將球射高，馬薩羅同意大利隊極其遺憾的獲得亞軍，隨後即宣告退出國家隊。

## 榮譽

### AC米蘭
- 意大利足球甲級聯賽
  - 冠軍(4): 1988, 1992, 1993, 1994,
  - 亞軍(2): 1990, 1991
- 意大利杯
  - 亞軍: 1990
- 意大利超級盃
  - 冠軍(2): 1988, 1992

- 歐洲聯賽冠軍盃
  - 冠軍(2): 1990, 1994
  - 亞軍(2): 1993, 1995

- 歐洲超級盃
  - 冠軍(3): 1989, 1990, 1994
  - 亞軍: 1993
- 豐田盃（洲際盃）
  - 冠軍(2): 1989, 1990
  - 亞軍(2): 1993, 1994

### 國家隊
- 世界盃足球賽
  - 冠軍: 1982
  - 亞軍: 1994

## 外部連結
- Profile and statistics on AC Milan official website